# Canton de Mortain
Le canton de Mortain est une ancienne division administrative française, située dans le département de la Manche et la région Basse-Normandie.

## Histoire
De 1833 à 1848, les cantons de Juvigny et de Mortain avaient le même conseiller général. Le nombre de conseillers généraux était limité à trente par département.

## Représentation

### Conseillers généraux de 1833 à 2015
| Période | Période      | Identité                        | Étiquette          | Qualité |
| ------- | ------------ | ------------------------------- | ------------------ | --- |
| 1833    | 1841         | Michel-Jean Champs              | Républicain        | Greffier du tribunal civil de Mortain, juge de paix                                                                    |
| 1841    | 1848         | Régis Auguste Casimir Demézange | Républicain modéré | Avocat, président du tribunal de Mortain, député (1848-1849)                                                           |
| 1848    | 1852         | Auguste Davy                    |                    | Notaire à Villedieu-les-Poêles, juge de paix du canton de Mortain                                                      |
| 1852    | 1854 (décès) | Siméon Leverdays                |                    | Maire de Mortain (1850-1854), ancien conseiller d'arrondissement                                                       |
| 1854    | 1864 (décès) | Félix Cordoën                   |                    | Magistrat, originaire de Mortain                                                                                       |
| 1864    | 1870         | Adrien Gaudin de Villaine       |                    | Général de brigade retraité, Mortain                                                                                   |
| 1871    | 1877         | Henry Laigre de Grainville      |                    | Officier de cavalerie, propriétaire du château de Parigny                                                              |
| 1877    | 1883         | François Amand                  | Républicain        | Maire de Mortain (1878-1885)                                                                                           |
| 1883    | 1930         | Adrien Gaudin de Villaine       | Union des Droites  | Ancien militaire, maire de Saint-Jean, député (1885-1889) puis sénateur (1906-1930)                                    |
| 1930    | 1940         | Alexandre Lebaindre             | URD                | Notaire à Mortain, nommé conseiller départemental en 1943                                                              |
|         |              |                                 |                    | |
| 1945    | 1958         | Henri de Ponthaud               | DVD                | Agriculteur à Villechien                                                                                               |
| 1958    | 1976         | Fernand Saoul                   | CNIP               | Agriculteur, maire de Romagny                                                                                          |
| 1976    | 1994         | Gabriel Destais                 | DVD                | Notaire, maire de Mortain (1983-1995)                                                                                  |
| 1994    | 2001         | Jean-Yves Lemardeley            | RPR                | Médecin, conseiller municipal de Mortain                                                                               |
| 2001    | 2008         | Gabriel Destais                 | DVD                | Ancien maire de Mortain                                                                                                |
| 2008    | 2015         | Serge Deslandes                 | UMP                | Agriculteur, président de la CC de Mortain, conseiller municipal de Fontenay, élu en 2015 dans le canton du Mortainais |

Le canton participe à l'élection du député de la deuxième circonscription de la Manche, avant et après le redécoupage des circonscriptions pour 2012.

### Conseillers d'arrondissement (de 1833 à 1940)
Le canton de Mortain appartenait à l'arrondissement de Mortain jusqu'à sa disparition en 1926.
| Période                                  | Période | Identité                     | Étiquette | Qualité |
| ---------------------------------------- | ------- | ---------------------------- | --------- | --- |
| 1833                                     | 1848    | Siméon Leverdays (1772-1849) |           | Médecin, chirurgien major retraité, maire de Mortain                                                        |
|                                          |         |                              |           | |
| 1913                                     | 1940    | Jules Buisson                |           | Médecin à Mortain                                                                                           |
| 1940                                     |         |                              |           | Les conseils d'arrondissement ont été suspendus par la loi du 12 octobre 1940 et n'ont jamais été réactivés |
| Les données manquantes sont à compléter. |         |                              |           | |

## Composition

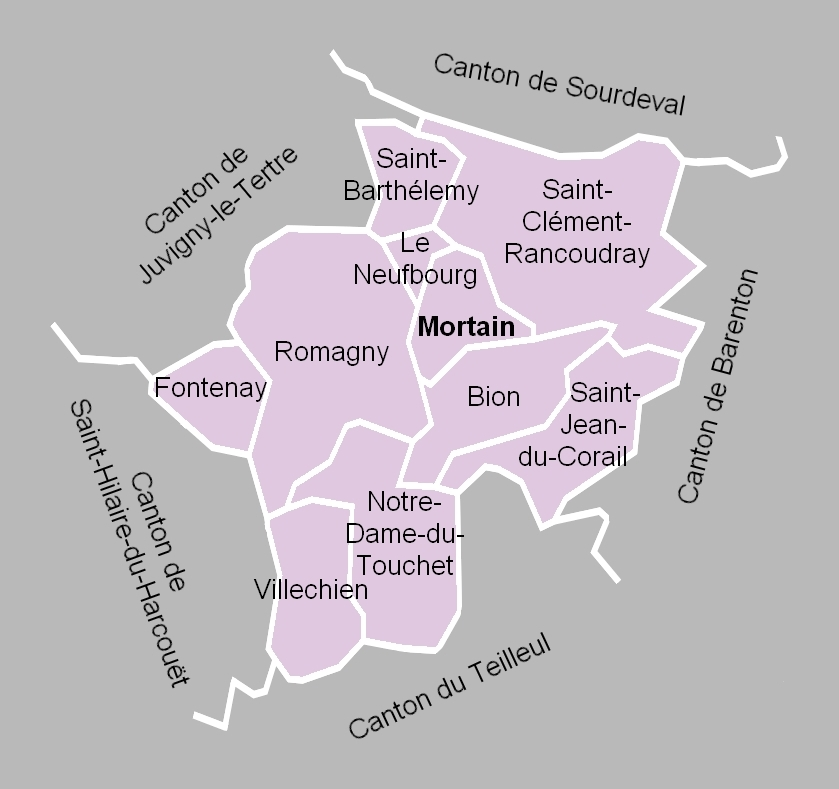
La carte des communes du canton. Les cantons limitrophes étaient ceux de Juvigny-le-Tertre, de Sourdeval, de Barenton, du Teilleul et de Saint-Hilaire-du-Harcouët.

Le canton de Mortain comptait 5 853 habitants en 2012 (population municipale) et regroupait dix communes :
- Bion ;
- Fontenay ;
- Mortain ;
- Le Neufbourg ;
- Notre-Dame-du-Touchet ;
- Romagny ;
- Saint-Barthélemy ;
- Saint-Clément-Rancoudray ;
- Saint-Jean-du-Corail ;
- Villechien.

À la suite du redécoupage des cantons pour 2015, toutes les communes sont rattachées au canton du Mortainais.

### Anciennes communes
Le canton comprenait également une commune associée :
- Rancoudray, associée à Saint-Clément depuis le 1er janvier 1973, la commune issue de l'association prenant le nom de Saint-Clément-Rancoudray. La commune de Rancoudray avait été créée en 1861 par démembrement de cette même commune de Saint-Clément.

Le territoire cantonal n'incluait aucune autre commune absorbée après 1795.

## Démographie
| 1962  | 1968  | 1975  | 1982  | 1990  | 1999  | 2006  | 2011  | 2012  |
| ----- | ----- | ----- | ----- | ----- | ----- | ----- | ----- | ----- |
| 7 471 | 7 324 | 7 352 | 7 555 | 7 074 | 6 542 | 6 138 | 5 897 | 5 853 |